# Nick Riviera
Nick Riviera je fiktivní postava z amerického animovaného seriálu Simpsonovi. Jde o neschopného lékaře, který se často objevuje v reklamních pořadech, kde nabízí nejrůznější bizarní lékařské služby nebo podporuje pochybné přístroje, a ze svých operací často dělá televizní podívanou. 
Vzhled doktora Nicka je vytvořen podle Gábora Csupóa, spoluzakladatele animačního studia Klasky Csupo (které animovalo první tři řady seriálu a skeče Simpsonových). Animátoři se mylně domnívali, že dabér doktora Riviery Hank Azaria napodobuje hlas Csupóa, ve skutečnosti však napodoboval Rickyho Ricarda ze seriálu I Love Lucy. Nick Riviera je pojmenován po Georgi C. C. Nichopoulosovi, lékaři, který je známý především tím, že Elvisi Presleymu předepisoval příliš mnoho léků na předpis, a přispěl tak k jeho smrti na zástavu srdce v roce 1977. IGN umístilo doktora Nicka na 23. místo svého seznamu 25 nejlepších periferních postav Simpsonových. Postava byla zařazena do žebříčku 30 skvělých televizních lékařů a sester časopisu Entertainment Weekly a do žebříčku 10 nejlepších televizních lékařů časopisu Philadelphia Magazine. V analýze časopisu Canadian Medical Association Journal byly porovnány služby Riviera a doktora Dlahy se závěrem, že Riviera je pro lékaře lepším vzorem.